# Янковскис, Гунтис
Гунтис Янковскис (латыш. Guntis Jankovskis; род. 21 января 1971) — советский и латвийсккий шахматист, чемпион Латвии по шахматам (2024), мастер ФИДЕ (2019).

## Биография
Гунтис Янковскис начал заниматься шахматами в 1980 году, был учеником Екабпилсского тренера по шахматам Яниса Антоновича Милейки (1936—2010). Он успешно выступал в юношеских и юниорских шахматных турнирах. В 1987 году занял 2-е место на чемпионате Латвии по шахматам среди юношей. В августе 1988 года в Димитровграде Гунтис Янковскис играл за юношескую сборную Латвии и вместе с Алексеем Шировым, Андреем Соколовым и другими завоевал серебряную медаль в командном зачёте на Всесоюзных Юношеских спортивных играх.
Гунтис Янковскис — неоднократный участник чемпионата Латвии по шахматам, на которых неоднократно попадал в десятку лучших. В 2021 году он завоевал бронзовую медаль чемпионата Латвии по шахматам, а в 2024 году он выиграл золотую медаль. Также Гунтис Янковскис в составе различных команд участвовал в командном чемпионате Латвии по шахматам. В 1989 году в составе команды Даугавпилсского шахматного клуба занял 2-е место в командном зачёте и был лучшим в личном зачёте. Трижды в составе шахматного клуба Олайне занимал 3-е место на этом турнире (2014, 2016, 2018).
В 1996 году стал победителем турнира «Лиепайская рокада».
Гунтис Янковскис также регулярно участвовал в турнирах памяти своего тренера Яниса Милейки, на которых занимал 2-е место (2017 г.) и 3-е место (2011 г.).
В 2019 году стал мастером ФИДЕ по шахматам. Работает тренером по шахматам в Екабпилсской спортивной школе.